# 後營
後營，是臺灣臺南市西港區的一個傳統地域名稱，位於該區北部東側。相較於今日行政區，其範圍大致包括檨林里西北部、後營里北大半部、營西里中部及東北部、金砂里東半部。
本地區境內主要聚落為後營、大西、沙凹仔、新藔，設有後營國小及金砂分校。

## 歷史
台灣日治初期，後營地區為一街庄，稱為「後營庄」（舊制街庄），隸屬於西港仔堡。該庄昔日北與子良廟庄為鄰，東北及東與蔴荳口庄、謝厝藔庄為鄰，南邊為檨仔林庄、八份庄，南邊及西南邊為西港仔庄，西邊為下宅仔庄。
1901年（日治明治三十四年）11月11日，全台廢縣廳改設二十廳，該庄隸屬於鹽水港廳。1904年（明治三十七年）4月1日，該庄編入「後營區」，隸屬於鹽水港廳。1906年（明治三十九年）4月1日，鹽水港廳內管轄區域調整，該庄改隸屬於「安業區」。1909年（明治四十二年）10月25日，全台合併二十廳為十二廳，安業區改隸屬於臺南廳。1920年（大正九年）10月1日，全台地方制度大改正，廢十二廳改設五州二廳，該庄改制為「後營」大字，隸屬於臺南州北門郡西港庄（新制街庄）。
戰後西港庄改制為西港鄉，隸屬於臺南縣，大字亦改制為村。1950年（民國39年）10月25日，雲、嘉、南分治，西港鄉仍隸屬於臺南縣。2010年（民國99年）12月25日，臺南縣、市合併為直轄臺南市，西港鄉改制為西港區。

## 聚落
本地區發展較早的聚落為後營、大西、沙凹仔、新藔，在日治初期的官方地圖上已有記載。

## 交通
市道173號是麻豆至九塊厝的道路，經過本地區大西聚落北郊及後營聚落。由該道路東北行可前麻豆區，並止於麻豆市區的市道171號暨市道176號路口；西南行可前往西港區西港市區、七股區南部，並止於省道台61線暨市道173甲線終點路口。
區道南44線是檳榔林至檨仔林的道路，經過本地區南部的後營聚落南側。
區道南44-1線是鎮山至後營的道路，其東南側端點（終點）位於本地區邊界地帶的區道南44線路口，由此向北北西轉西南西會經過本地區沙凹仔、新藔兩個聚落。
區道南45線是太西至西港的道路，其東北側端點（起點）位於本地區東南部的市道173號路口，由此向東轉南會經過本地區大西聚落。
區道南47線是佳里興至後營的道路，其南側端點（終點）位於本地區南部邊界地帶的區道南44線路口，由此向北會經過本地區後營聚落。

## 學校
- 後營國小
- 後營國小金砂分校